# Nils-Eric Hennix
Nils-Eric Heiner Hennix, född Nils-Erik Anders Hennix 7 juli 1944 i Gällivare, och under en period på 2010-talet kallad Herrmann Wolfenwald, är en svensk författare och före detta politiker (nationaldemokrat till 2007, svenskpartist  2013-2014).
Hennix var partiordförande för Nationaldemokraterna 2005–2007. Han har därefter såsom partipolitiskt obunden opinionsbildare samarbetat med Info-14, Svenska Motståndsrörelsen och andra nationalistiska partier eller organisationer. Hans föreläsningar är utpräglat rasistiska och sker under rubriker som "Vad är en arier?", "De olika rasernas intelligenskvoter" och "Varför måste vi rädda den nordgermanska rasen från utrotning?". 2013 blev han medlem i Svenskarnas parti, ett parti han lämnade efter riksdagsvalet 2014.

## Biografi
Hennix har arbetat som gruvarbetare, sjöman, skogsarbetare, dekorationschef, avdelningschef inom handeln, informatör, utbildningsledare vid landstinget Dalarna i tio år, informationschef för socialtjänsten Malmö och informationschef vid stadshuset i Malmö. Han har skrivit flera böcker och gjort en översättning av Bästa citaten av Oscar Wilde. 
Lördagen den 8 augusti 2009 utsattes Hennix' bil för ett brandattentat då den stod parkerad utanför hemmet i Hässleholm på kvällen efter en planerad men inställd föreläsning Hennix skulle hålla om rasbiologi. År 2015 bytte Hennix namn till Herrmann Wolfenwald. Under 2016 och 2017 anlitades Hennix av Varbergs kommun för att underhålla pensionärer. Kommunens socialchef uppgav i januari 2018 till Aftonbladet att kommunen inte kände till Hennix' bakgrund. Till Aftonbladet redovisade Hennix att han ville "klart och tydligt deklarera att jag har samma politiska åsikter som tidigare då jag varit partiledare för Nationaldemokraterna, medlem i Svenskarnas Parti samt hållit föredrag där jag varnat för massinvandringen. Eftersom konsekvenserna av massinvandringen blivit värre än jag förutspådde så har jag nog blivit ännu mera radikal". Hennix hjälpte under 2017 även till vid singelträffar i Varberg.

## Politisk verksamhet
Hennix började sitt politiska arbete hos Moderata samlingspartiet i Borlänge, där han var styrelseledamot, valledare och kommunfullmäktigeledamot under 1980-talet. Han lämnade Moderaterna i början på 1990-talet på grund av partiets, enligt honom, generösa asylpolitik, inställningen till EU och enligt Hennix alltmer socialistiska och "kulturmarxistiska" inriktning. Hennix grundade Frihetspartiet 2003 med sig själv som partiledare. De flesta partimedlemmar fanns i Skåne, på Västkusten inklusive Göteborg samt i Värmland. Efter två år, den 9 december 2005, slogs Frihetspartiet samman med Nationaldemokraterna. Hennix valdes till partiledare. Två principer ur Frihetspartiets program lades samtidigt till ND:s partiprogram – kravet på lågskattepolitik (högst 15 procent i marginell inkomstskatt) och betydligt starkare djurskydd. Hennix har sagt sig bojkotta fläskkött i protest mot behandlingen av grisar i slakteriindustrin Sverige och andra länder.
Hennix uppgavs våren 2012 ha blivit medlem i Svenskarnas parti, men i en senare intervju påstod han sig ha gått med 2013.
Han lämnade Svenskarnas parti strax efter riksdagsvalet 2014, i vilket han kandiderat för partiet.[källa behövs]

## Rättssaker
Hennix blev år 2011 stämd av en skånsk socialdemokrat, för brott mot personuppgiftslagen och upphovsrättslagen, efter att ha publicerat dennes bild och personuppgifter på sin Facebooksida. Datainspektionen fann att det "är väldigt tveksamt att den aktuella publiceringen kan anses ha ett journalistiskt ändamål. Den är sannolikt även att anses som kränkande enligt personuppgiftslagen. Båda dessa omständigheter talar alltså för att publiceringen är i strid med personuppgiftslagen." Målet slutade med förlikning mellan Wolfenwald och socialdemokraten.
Den 13 juni 2013 dömdes Hennix av Hovrätten över Skåne och Blekinge för hets mot folkgrupp för en text som han skrivit och publicerat på sin blogg. Texten baserades på kontroversiella forskningsresultat av bland annat nobelpristagaren och upptäckaren av DNA-molekylens struktur James Watson och professorerna Tatu Vanhanen och Richard Lynn (IQ and the Wealth of Nations) angående intelligens och "ras". Hovrätten fäste avseende vid Hennix uttalanden om att romer har en parasiterande kultur och araber en grym stenålderskultur, och om att folken i Afrika har en karaktär som kräver ett auktoritärt styre och därtill sämre intelligens och karaktärsdrag, som motiverar  att dessa folk borde leva i ett mer reglerat samhälle under vit eller asiatisk ledning. Genom dessa uttalanden hade Hennix uttryckt missaktning för folkgrupper med anspelning på ras och etniskt ursprung, fann domstolen. Att han diskuterat forskning "vars riktighet hovrätten inte har anledning att pröva" befriade honom inte från ansvar, eftersom han genom nyss nämnda skrivningar ansågs ha "gjort uttalanden som uttrycker en över- och underordning mellan olika folkgrupper baserad på ras eller etniskt ursprung". Hovrätten, som fastställde Hässlehoms tingsrätts tidigare domslut, dömde Hennix till villkorlig dom och 40 dagsböter. Tingsrättens och hovrättens domar uppmärksammades i massmedia.
Den tidigare ansvarige utgivaren för Norra Skånes tidning fälldes 2012 i Högsta domstolen för brott mot tystnadsplikten, efter att ha röjt Hennix som källa till tidningen.